# Edmund Gettier
Edmund Gettier, född 31 oktober 1927 i Baltimore, Maryland, USA, död 23 mars 2021, var en amerikansk filosof. 
Gettier gjorde sig ett namn inom filosofin 1963 då han skrev en 3 sidor lång artikel med titeln "Is Justified True Belief Knowledge?" (Är rättfärdigad sann tro kunskap?). I denna artikel ifrågasätter Gettier den då bland filosofer gängse definitionen av kunskap. I och för sig hade redan Ludwig Wittgensteins arbete kastat tvivel över denna definition, men det var först i och med Gettier som problemet verkligen hamnade i rampljuset.